# 370. Infanterie-Division (Wehrmacht)
La 370. Infanterie-Division fu una divisione dell'esercito tedesco attiva durante la seconda guerra mondiale che venne creata nel 1942 e fu schierata lungo il fronte orientale dove fu sciolta nel 1944.

## Storia
La divisione fu costituita il 17 febbraio 1942, nell'area di Reims e dopo la sua formazione fu impiegata per compiti di sicurezza nel nord della Francia. Nel giugno 1942, la divisione fu trasferita sul fronte orientale e dopo essere stata schierata sul Mius, marciò su Rostov sul Don nel Caucaso, ma a causa della mancanza di rifornimenti e della resistenza sovietica l'avanzata si fermò davanti a Groznyj. Dopo l'accerchiamento della 6. Armee vicino a Stalingrado alla fine di novembre, nella zona a sud di Mozdok iniziarono forti contrattacchi sovietici. Dopo che anche l'attacco della 6. armee fu respinto, Hitler diede l'ordine di ritirarsi dalla regione del Caucaso a partire dal 31 dicembre; la divisione si ritirò quindi sulla testa di ponte di Kuban', dove nelle settimane successive fu coinvolta in pesanti combattimenti difensivi. Dall'autunno 1943 al marzo 1944 la divisione fu in azione vicino a Cherson e Mykolaïv, venne riorganizzata in una nuova divisione di tipo 44 nel dicembre 1943, ma fu formalmente sciolta il 9 ottobre 1944 ed i suoi resti furono usati per rinnovare la 76. Infanterie-Division e la 15. Infanterie-Division.

## Ordine di battaglia
- Infanterie-Regiment 666
- Infanterie-Regiment 667
- Infanterie-Regiment 668
- Artillerie-Regiment 370
- Pionier-Bataillon 370
- Feldersatz-Bataillon 370
- Panzerjäger-Abteilung 370
- Divisions-Füsilier-Bataillon 370
- Divisions-Nachrichten-Abteilung 370
- Divisions-Nachschubführer 370[1]

## Decorazioni
Alcuni soldati della 370. Infanterie-division furono premiati per le loro azioni in guerra:
- Croce Tedesca
  - in oro: 9
- Croce di Cavaliere della croce di ferro: 10
  - Croce di Cavaliere con foglie di quercia: 1
- Distintivo per combattimenti ravvicinati:
  - in bronzo: 1
  - in argento:

## Comandanti
- Generalmajor Ernst Klepp (1º aprile 1942 - 15 settembre 1942)
- Generalleutnant Fritz Becker (15 settembre 1942 - 15 dicembre 1942)
- Generalleutnant Erich von Bogen (15 dicembre 1942 - 20 gennaio 1943)
- Generalleutnant Fritz Becker (20 gennaio 1943 - 1º maggio 1943)
- Generalleutnant Hermann Böhme (1º maggio 1943 - 7 settembre 1943)
- Generalleutnant Fritz Becker (7 settembre 1943 - 1º giugno 1944)
- Generalleutnant Botho Graf von Hülsen (1º giugno 1944 - 9 ottobre 1944)[1]